# Ciénega
Ciénega è un comune della Colombia facente parte del dipartimento di Boyacá.
Il centro abitato venne fondato da José Cayetano Vasquez nel 1818.